# Су-Сент-Мари (Онтарио)
Су-Сент-Мари (англ. Sault Ste. Marie [ˈsuːˌseɪnt məˈɹiː]) — город в регионе Северное Онтарио, провинция Онтарио, Канада, административный центр округа Алгома. Расположен на реке Сент-Мэрис, по которой проходит канадско-американская граница. Река отделяет город от одноимённого города Су-Сент-Мари в штате Мичиган.

## История
До 1817 года американский и канадский города-близнецы являлись единым городом. Их разделение произошло в результате демаркации границы по окончании войны 1812—1814 гг.

## Население и название
Как и многие другие города в Северном Онтарио, Су-Сент-Мари страдает от массивной миграции жителей в города на юге провинции, где существует больше возможностей для трудоустройства. С 1990-х гг. число жителей упало с 84  000 до 75  000 в 2010-е гг. Большая часть населения города (91,6 % жителей) европейского происхождения — в основном итальянского, французского, английского, скандинавского и южноевропейского.

### Известные люди
В Су-Сент-Мари родился Пол Морис (1967) — канадский хоккеист, защитник, в настоящее время (2025) главный тренер команды НХЛ «Флорида Пантерз»

## Индейцы
Вблизи от города находятся 3 резервации индейцев оджибве, которые также составляют 7,8 % жителей города.

## Экономика
В 1960—1970-е гг. город был известен производством стали, однако постепенно спрос на неё внутри Канады упал, в связи с чем завод Algoma Steel, где в лучшие годы работало 2 900 работников, едва избежал банкротства и сильно сократил рабочие места. Ещё одной важной отраслью экономики является лесная промышленность: на бумажной фабрике St. Mary’s Paper работает 400 человек. Около 2 300 сотрудников сферы услуг в основном заняты в 5 расположенных в городе колл-центрах, из которых крупнейший принадлежит Sutherland Group.

## Транспорт
Город расположен на Трансканадской автомагистрали (Онтарийская магистраль 17), которая соединяет его с городом Тандер-Бэй на северо-западе и Большим Садбери на юге. Международный мост, вдоль которого расположены шлюзы, соединяет город с американским шоссе I-75 в городе Су-Сент-Мари, штат Мичиган и ведёт далее в Детройт. В городе имеется аэропорт регионального значения и железнодорожная станция.
В 1798—1987 годах Канал Су-Сент-Мэри был судоходным, но после обрушения одной из стен шлюза его закрыли для движения, оставив как исторический памятник.

## Туризм
К местным достопримечательностям относятся Центр наследия канадской равнины, лодочные прогулки вдоль шлюзов Су-Локс, соединяющих озеро Верхнее с озером Гурон и озером Эри, а также казино и прогулка на поезде с центрального вокзала Алгома по каньону Агава. В окрестностях города расположены провинциальные парки Пенкейк-Бей и Батчавана-Бей.

## Религия
Большая часть населения города (85,7 %) относятся к римско-католической церкви. Город является центром одноимённой епархии. Буддисты насчитывают 125 человек — это крупнейшая нехристианская конфессия города.

## Образование
В городе расположен Колледж Су, профессиональный колледж искусства и технологии и Университет Алгомы. Кроме того, в соседнем городе Су-Сент-Мари в штате Мичиган находится Университет Лейк-Сюпириор, где также учатся многие канадские студенты.

## Культура
В городе существует 6 канадских радио- и телестанций; кроме того, принимаются станции соседнего американского одноимённого города. К СМИ относятся также ежедневная газета Sault Star и сайт SooToday.com. В Су-Сент-Мари расположен крупнейшая картинная галерея округа, Художественная галерея в Алгоме, где хранится около 5 тысяч картин.

## Языковой конфликт
В январе 1990 г. городской совет Су-Сент-Мари при тогдашнем мэре Джо Фратези принял решение (11 против 2 голосов) о том, что город становится исключительно англоязычным. Хотя город был уже не первым в Онтарио, принявшим подобное решение, оно вызвало большой интерес СМИ и привело к дискуссии, в ходе которой видные политики — такие, как Жан Кретьен и Брайан Малруни выразили осуждение, а в провинции Квебек решение было осуждено как «расистское». В июне 1994 года суд признал решение недействитльным, поскольку оно выходило за пределы полномочий городского совета. В августе 1999 года городской совет признал решение не имевшим юридической силы.

## Партнёрство
Партнёрские отношения существуют со следующими городами:
- Лаут, Ирландия
- Майа, Португалия
- Форсса, Финляндия
- Су-Сент-Мари (Мичиган), США

## Спорт
Городская хоккейная команда «Су-Сент-Мари Грейхаундз» выиграла в 1993 г. Мемориальный кубок.

## Известные жители
- Бриджитт Эктон, лыжница
- Роберта Бондар, астронавт
- Фил Эспозито, хоккеист
- Тони Эспозито, хоккеист
- Рон Френсис, хоккеист
- Тед Нолан, хоккейный тренер
- Марти Турко, хоккеист
- Роберт Олифант (р. 1956), политик и теолог
- Роберт Бемер, информатик
- Рок-группа Treble Charger